# 馬克西米利安·約瑟夫公爵
巴伐利亚的马克斯公爵（德語：Herzog Max in Bayern，1808年12月4日—1888年11月15日），全名巴伐利亚的马克西米利安·约瑟夫公爵（Herzog Maximilian Joseph in Bayern），出身自维特尔斯巴赫王朝幼支，是巴伐利亚民间音乐的推动者。他是奥地利皇后伊丽莎白的父亲。

## 家庭

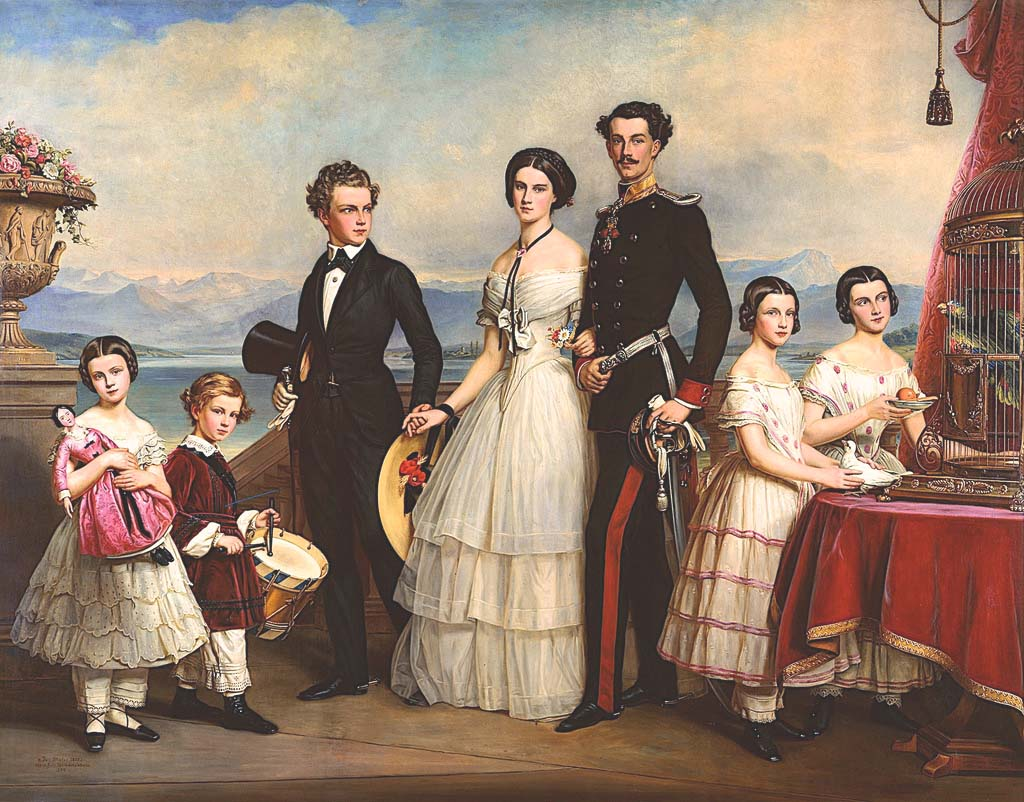
馬克西米利安·約瑟夫的孩子，約瑟夫·卡爾·施蒂勒绘

1828年9月，马克斯·约瑟夫与巴伐利亚国王马克西米利安一世的女儿盧多維卡公主结婚，兩人共有4子5女：
- 路德維希（英语：Duke Ludwig Wilhelm in Bavaria (1831–1920)）（1831年—1920年），1859年與亨麗埃特·門德爾（Henriette Mendel）結婚，因貴庶通婚放棄繼承權
- 威廉·卡尔（1832年—1833年），夭折
- 海倫妮（1834年—1890年），1858年與圖恩和塔克西斯親王馬克西米利安·卡爾的長子馬克西米利安·安東結婚
- 伊丽莎白（小名「茜茜」，1837年—1898年），1854年與奧地利皇帝弗朗茨·约瑟夫一世結婚，成為奧地利皇后
- 卡爾·特奧多爾（1839年—1909年），繼承巴伐利亞的公爵（英语：Duke in Bavaria）頭銜
- 瑪麗·索菲（1841年—1925年），1859年與兩西西里的弗朗切斯科二世結婚
- 瑪蒂爾德（1843年—1925年），1861年與兩西西里的路易吉王子結婚
- 蘇菲·夏洛特（1847年—1897年），1868年與奧爾良的斐迪南（英语：Prince Ferdinand, Duke of Alençon）結婚
- 馬克西米利安（1849年—1893年）

## 相关图片

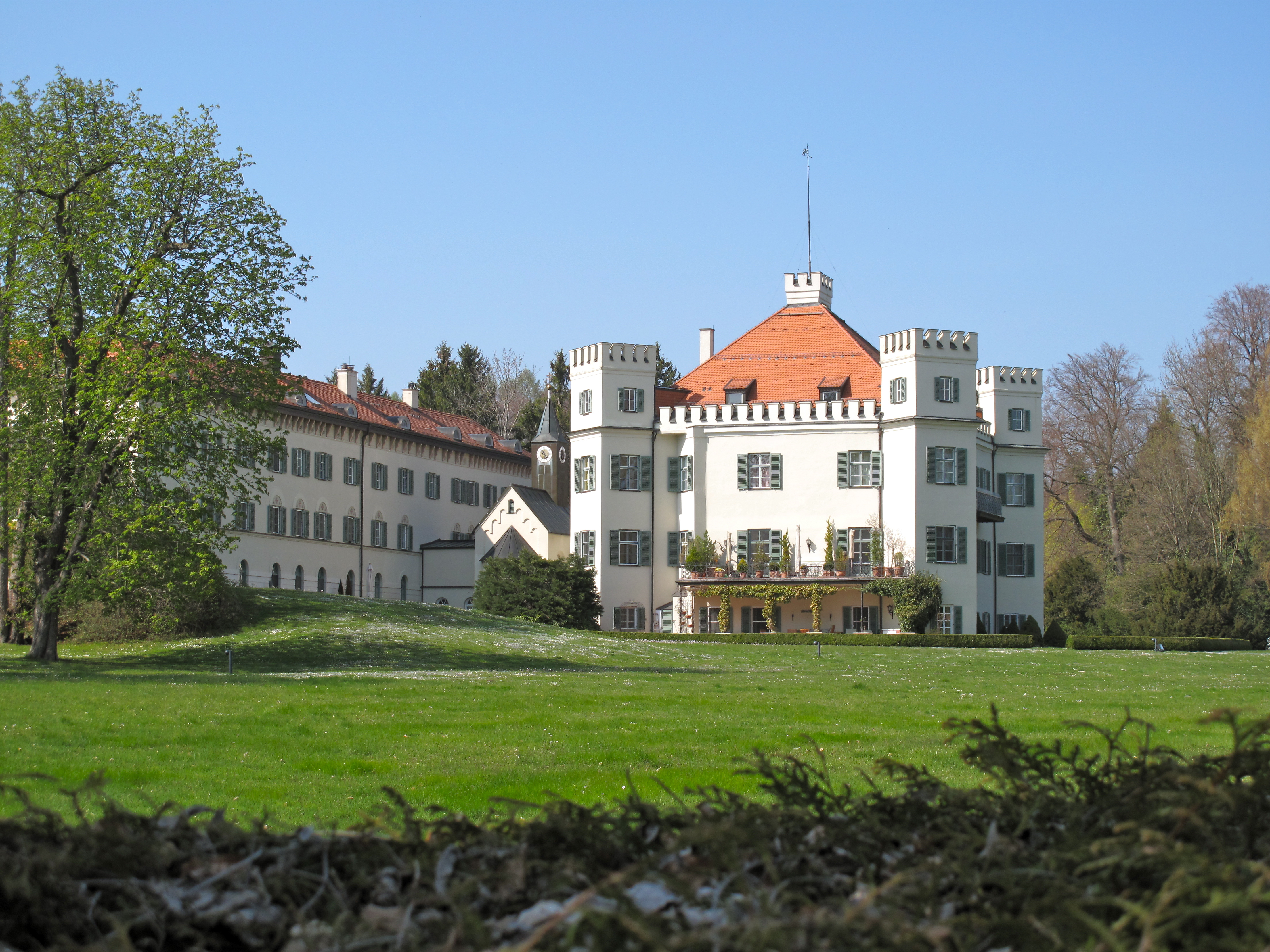
帕森霍芬城堡
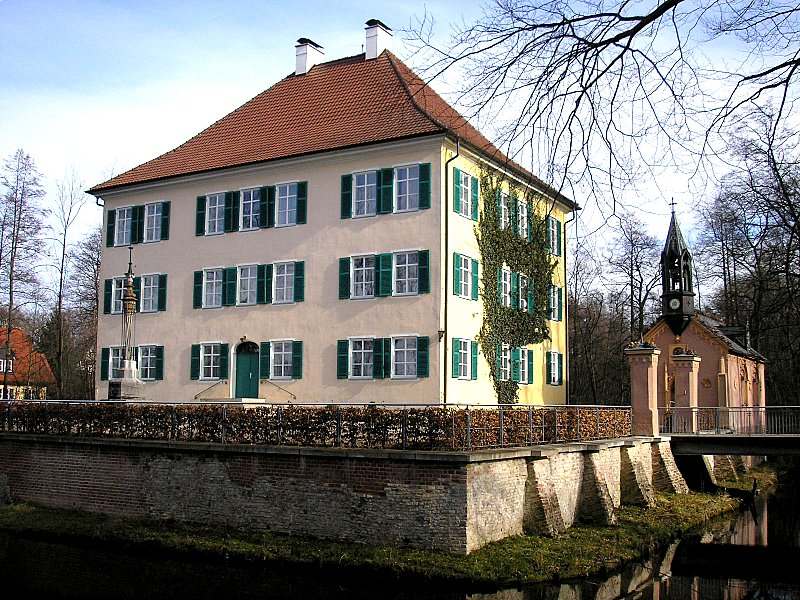
下维特尔斯巴赫城堡（德语：Wasserschloss Unterwittelsbach）
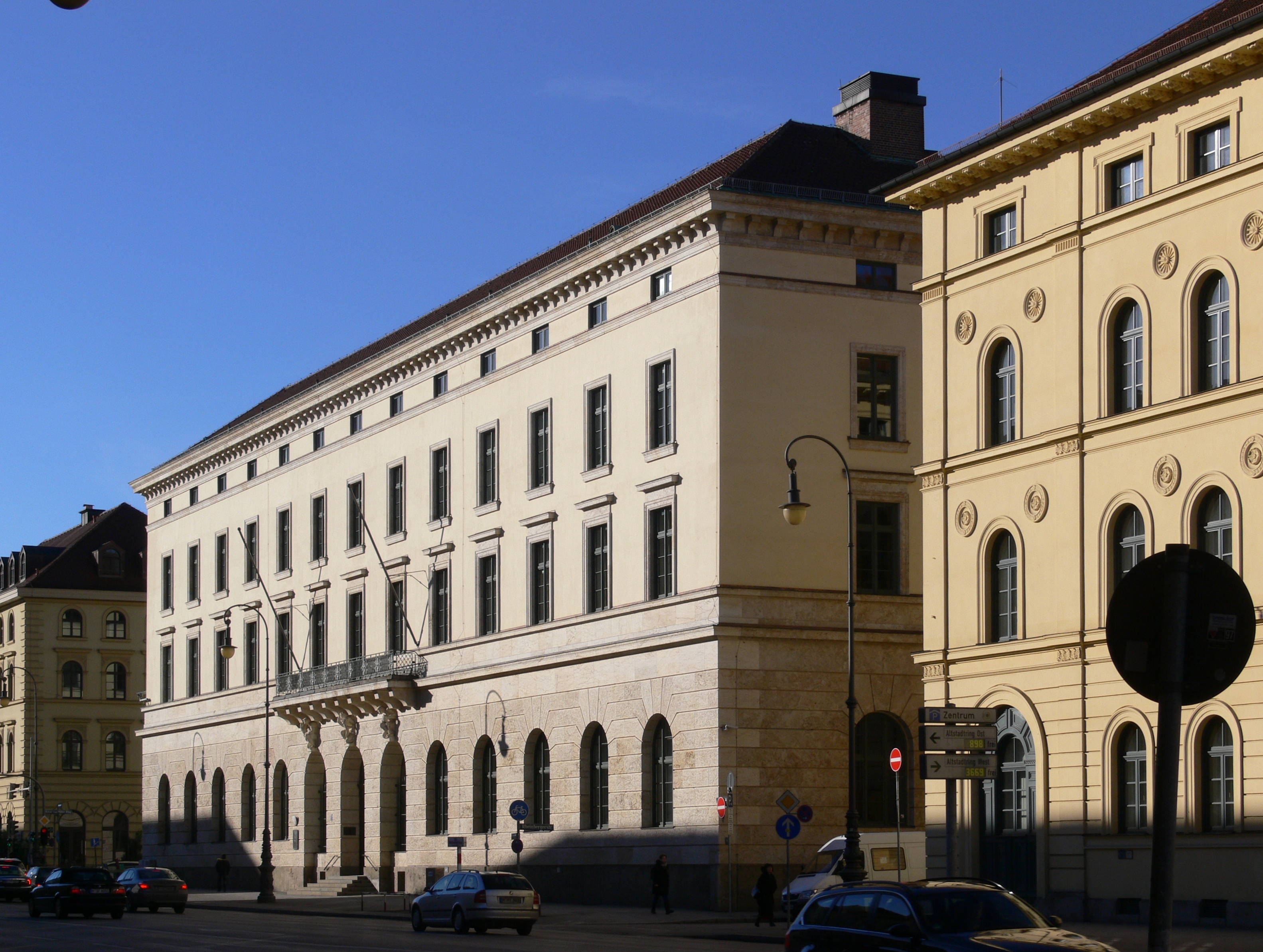
马科西米利安·约瑟夫公爵在慕尼黑的房子
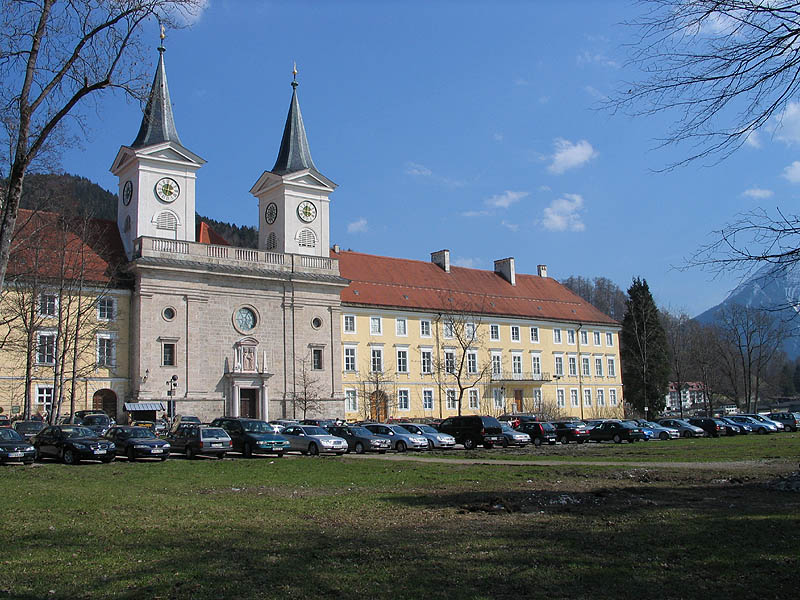
泰根湖修道院（德语：Kloster Tegernsee）